# ماروکونی اویوری
ماروکونی اویوری (انگلیسی: Murakuni Oyori; ۱ ژانویهٔ ۰۶۵۰ – ۱ ژانویهٔ ۰۶۷۶) یک افسر نظامی بود که در شورش جینشین در جبهه شاهزاده او-آما نبرد کرد.